# Troféu Naranja de 1959
O Troféu Naranja de 1959 foi a 1ª edição do Troféu Naranja, tradicional torneio de verão disputado na cidade espanhola de Valência.
Foi disputado de 16 a 20 de junho de 1964 pelo anfitrião Valencia CF, a FC Internazionale da Itália e pelo Santos FC, que sagrou-se campeão.

## Partidas[1][2][4][5][6]
| 24 de junho de 1959 | Valência CF                   | 4-4 | Santos FC                                       | Estádio de Mestalla, Valência, Espanha |
|                     | 38' 75' Aveiro · 77' 84' Egea |     | 34' Pelé · 42' Coutinho · 65' Dorval · 80' Pepe | Árbitro: Saz                           |

| 26 de junho de 1959 | FC Internazionale Milano | 1-7 | Santos FC                                         | Estádio de Mestalla, Valência, Espanha     |
|                     | 71' Angelillo            |     | 17' Coutinho · 30' 76' Pepe · 48' 53' 68' 69'Pelé | Público: 60,000 Árbitro: Ortiz de Mendevil |